# Вяо
59°26′17″ пн. ш. 24°54′43″ сх. д. / 59.43806° пн. ш. 24.91194° сх. д.
Вяо (ест. Väo) — один з мікрорайонів Ласнамяє, міста Таллінн. Утворений на території колишнього села Вяо, приєднаного до Таллінна в 1975 році. В ньому знаходиться кар'єр, де видобувається вапняк. А також електростанція на відновлюваних природних джерелах. Крім того, у Вяо бере початок Талліннська окружна дорога, а також знаходиться озеро Тоома і струмок Вяо.

## Історія

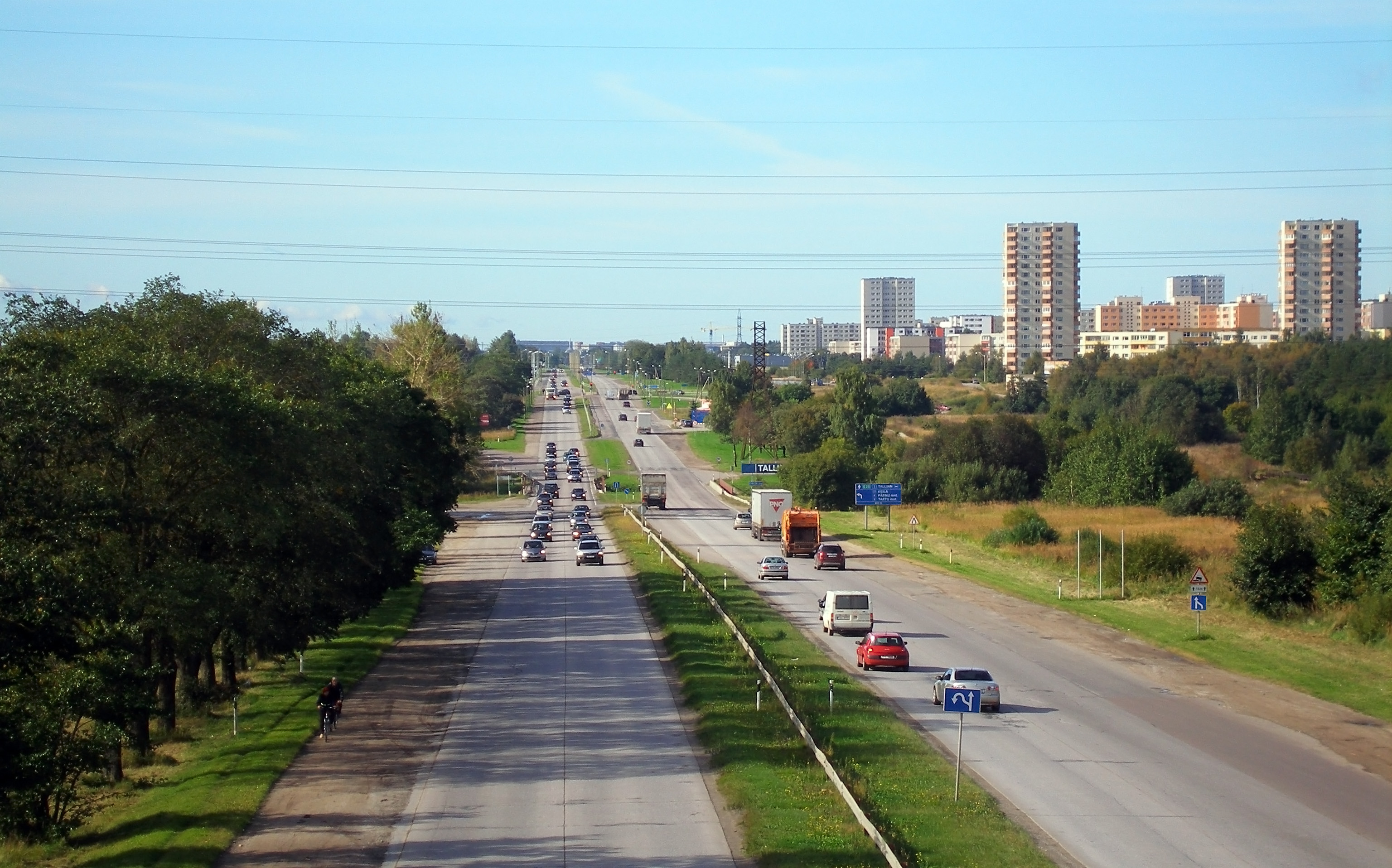
В'їзд до Таллінна з боку Нарви

В результаті розкопок, проведених в XIX ст., на території Вяо було знайдено декілька стародавніх поховань часів ранньої бронзової доби, які вказують на те, що люди вже проживали тут в 10—7 століттях до нашої ери. В 1984 році в Вяо були виявлені сліди поселення площею близько 5 км², які були датовані ранньою залізною добою. Перші письмові згадки про село Вяо з'являються в Данській поземельній книзі, яка заснована на переліку населених пунктів північної Естонії, складеній данськими монахами під час «Великого естонського перепису», який проводився в 1219—1220 роках. Село в ній згадується під назвою Uvæ tho.
В XV ст. в селі було 13 хуторів і водяний млин.
Під час Північної війни село було розорене і незважаючи на близькість до Таллінна, господарства так і не були відновлені до другої половини XIX ст. В 1920-х роках в селі почалось активне будівництво будинків. В XIX ст. на території села знаходилась миза Вяо, якій належали розташовані тут три корчми. Частина хуторів знову була знищена під час Другої світової війни. В серпні 1941 року в Вяо пройшли бої між Вермахтом та Червоною армією (див. Талліннська оборона (1941)). Після війни німецькі військовополонені побудували  через територію села Ленінградське шосе, яке зараз носить назву Петербурі тее. 
В 1949 році в селі був утворений колгосп Єдність (ест. Üksmeel), який в 1950 році був об'єднаний з колгоспом імені Арнольда Соммерлінга. В 1975 році село Вяо і село Прійсле були приєднані до Таллінна. У 2009 році в мікрорайоні була запущена електростанція Вяо.

## Енергетика та промисловість

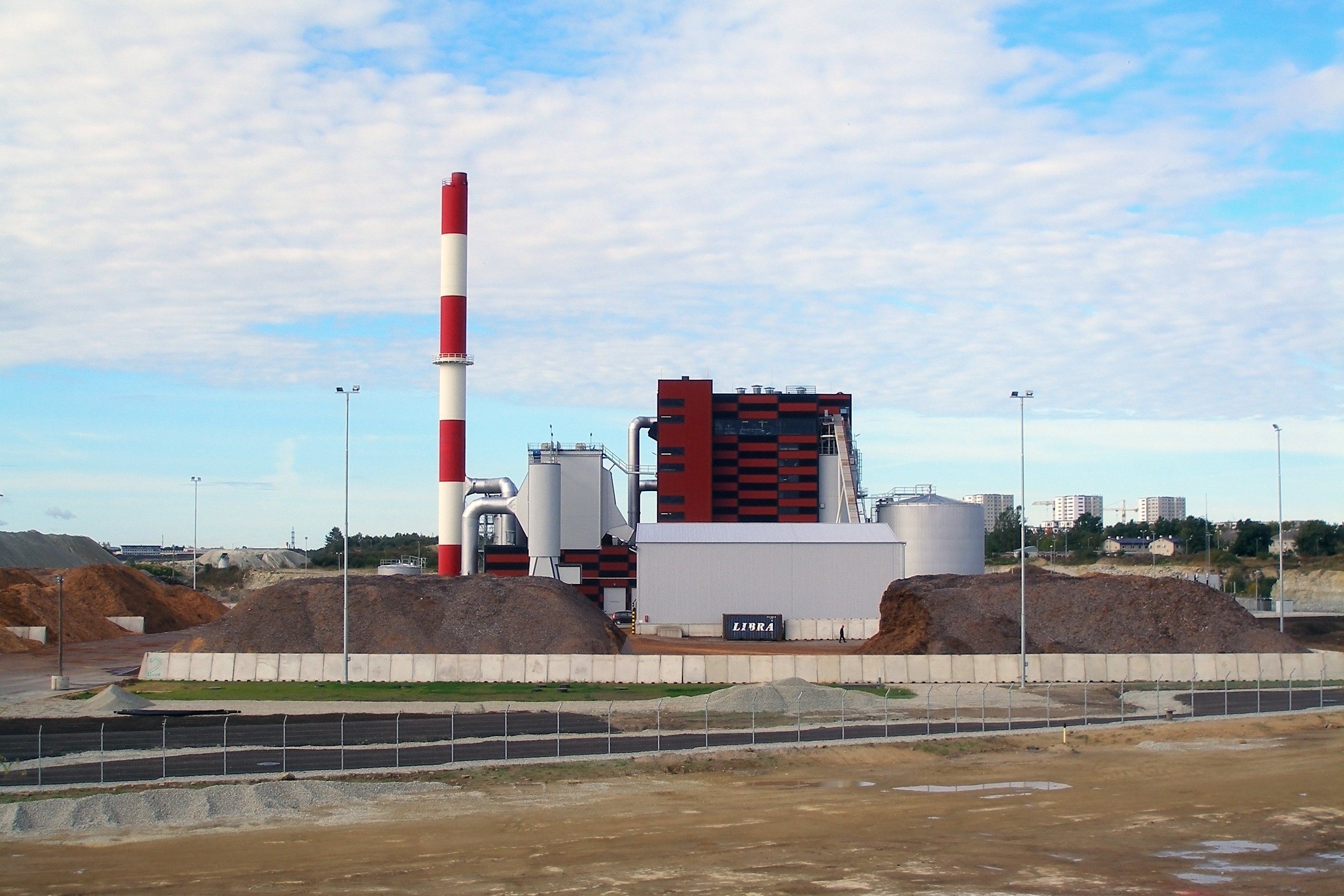
Електростанція Вяо

У мікрорайоні функціонує теплоелектростанція Вяо, яка виробляє електроенергію  з відновлюваних джерел. Потужність електростанції — 5 мегават електроенергії та 49 мегават теплової енергії. Як паливо використовується тирса та торф.
В минулому в Вяо відбувався видобуток вапняку. В даний час в вапняковому кар'єрі знаходиться пункт переробки будівельних відходів.

## Населення
По даним самоуправління Таллінна, на 1 січня 2014 року населення Вяо складало 130 осіб. Чоловіче населення склало серед них 50 %. Естонці складають 37% жителів мікрорайону.
| 2008 | 2010  | 2011  | 2012  | 2014  |
| ---- | ----- | ----- | ----- | ----- |
| 129  | ↘ 123 | ↘ 116 | ↗ 127 | ↗ 130 |

## Транспорт
Через мікрорайон пролягає єдиний автобусний міський маршрут: № 55 (по вулиці Панеєлі), а також декілька  приміських маршрутів: №№ 104, 104A, 104B, 106A, 152, 152B, 153, 154, 156 (по вулиці Петербурі теє).